# Porzótáj

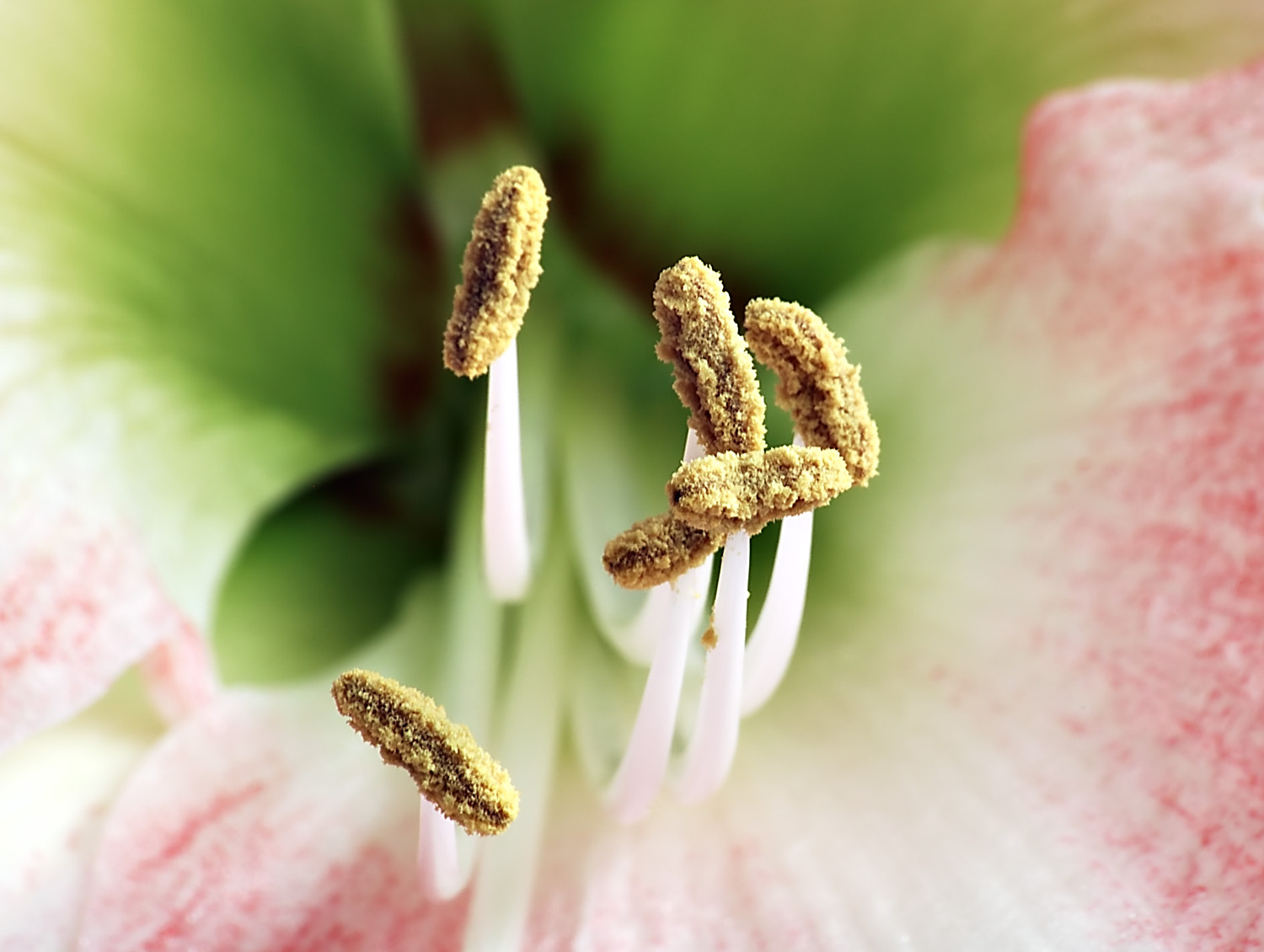
Hippeastrum porzói

A porzótáj (androeceum, ógörög eredetű szó az androsz = „férfi, ember” és az oikosz = „ház, lakás” szavak összetételéből; magyarosra átírva: andrőceum; a virágképletbeli jele: A) a virág hím jellegű tája, a porzólevelek (stamen) alkotják.
A virág sok más részéhez hasonlóan lomblevél eredetű, de erősen differenciálódtak, azonban előfordul, hogy a porzólevelek alakulnak vissza zöld fotoszintetizáló levéllé, ez az atavisztikus mutáció (berki szellőrózsa).
Evolúciós elődje, illetve megfelelője a harasztoknál a mikrosporofillum.

## Porzó részei
A porzó rendszerint porzószálból, csatlóból és a portokokból áll, melyek további kisebb egységekre bonthatók.

### Porzószál(filamentum)

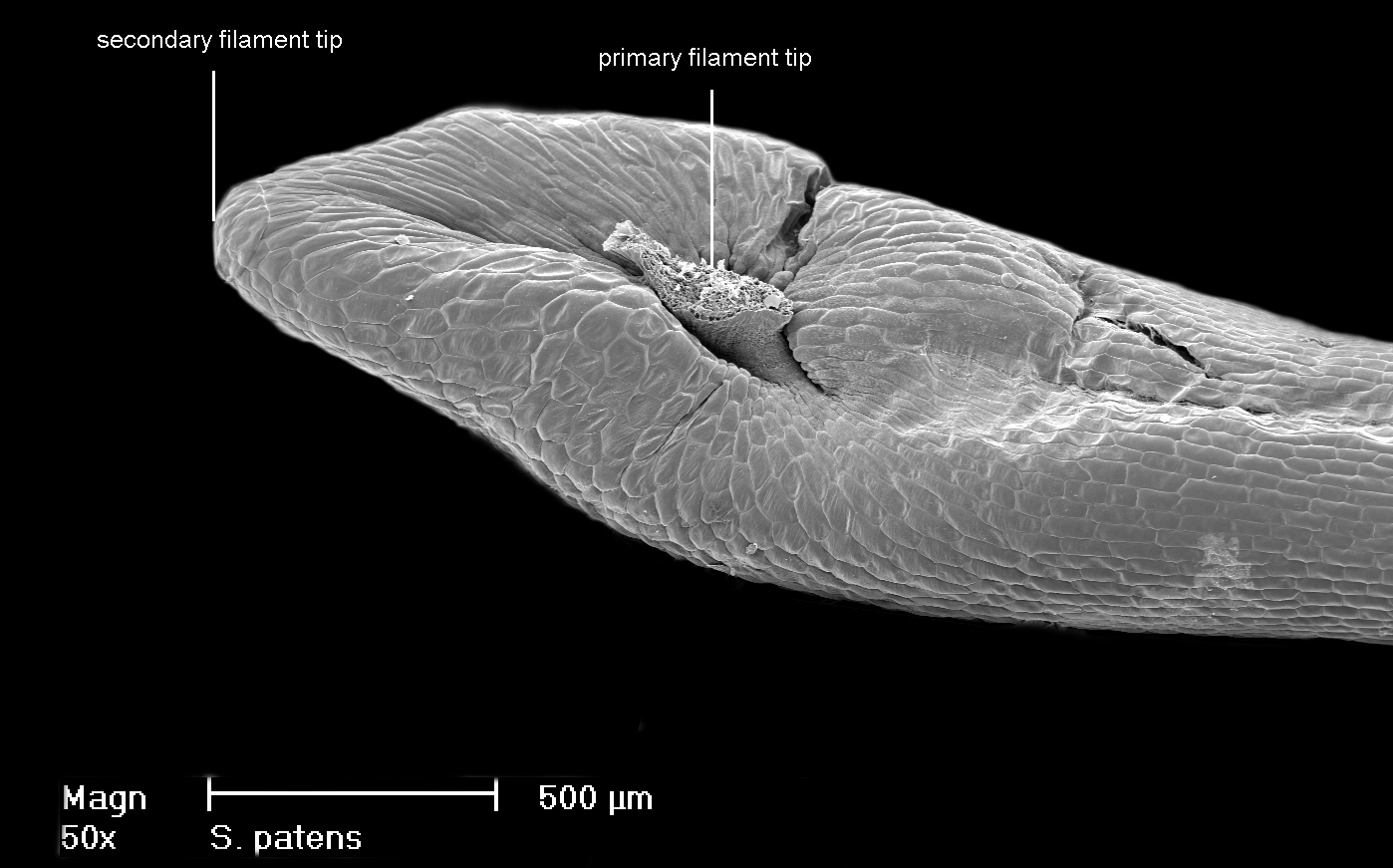
Porzószál elektronmikroszkópos képe

A porzó alsó, általában hosszú, vékony, fonalas része, mely a portokot tartja.
Egyes esetekben elágazhat (pl.: ricinus), esetleg szalag alakúvá is szélesedhet (pl.: vöröshagyma). Egyes esetekben a porzószálak össze is nőhetnek, ilyen esetekben „falkákról” beszélhetünk. Abból kiindulva, hogy a porzók hány kötegben nőttek össze beszélhetünk egy-, két-, vagy többfalkás porzótájról. Egyfalkás növény az iglice és csillagfürt, kétfalkás a pillangósvirágú növények többsége, többfalkás növények például az orbáncfű, citrom és a tökfélék. Egy virágon belül a porzószálak általában egyforma hosszúságúak, azonban előfordul, hogy egyes porzók kiemelkednek a többi közül, ezen esetekben két-, illetve négyfőporzós virágokat különböztetünk meg.
Egyes növényeknél úgy tűnik, mintha a porzószálak a virágtakarókon ülnének, ilyenkor a porzószál alsó része ránőtt a forrtszirmú pártára vagy a lepelre (érdeslevelűek, fagyöngy). A porzószál ránőhet a termőre is, ez a kosborfélékre és farkasalmafélékre jellemző. A porzószál nélküli porzót, „ülő porzónak” nevezzük.

#### Szöveti felépítése
Felületét lazán összefüggő epidermisz határolja, alatta parenchima van. Közepén néhány szállítóelem alkotta edénynyaláb fut végig a csatlóig, ahol vakon végződik, a portok szöveteivel nincs összeköttetésben.

### Csatló(connectivum)
A porzószál csúcsa, mely a két portokfelet kapcsolja össze.

### Portok(anthera)

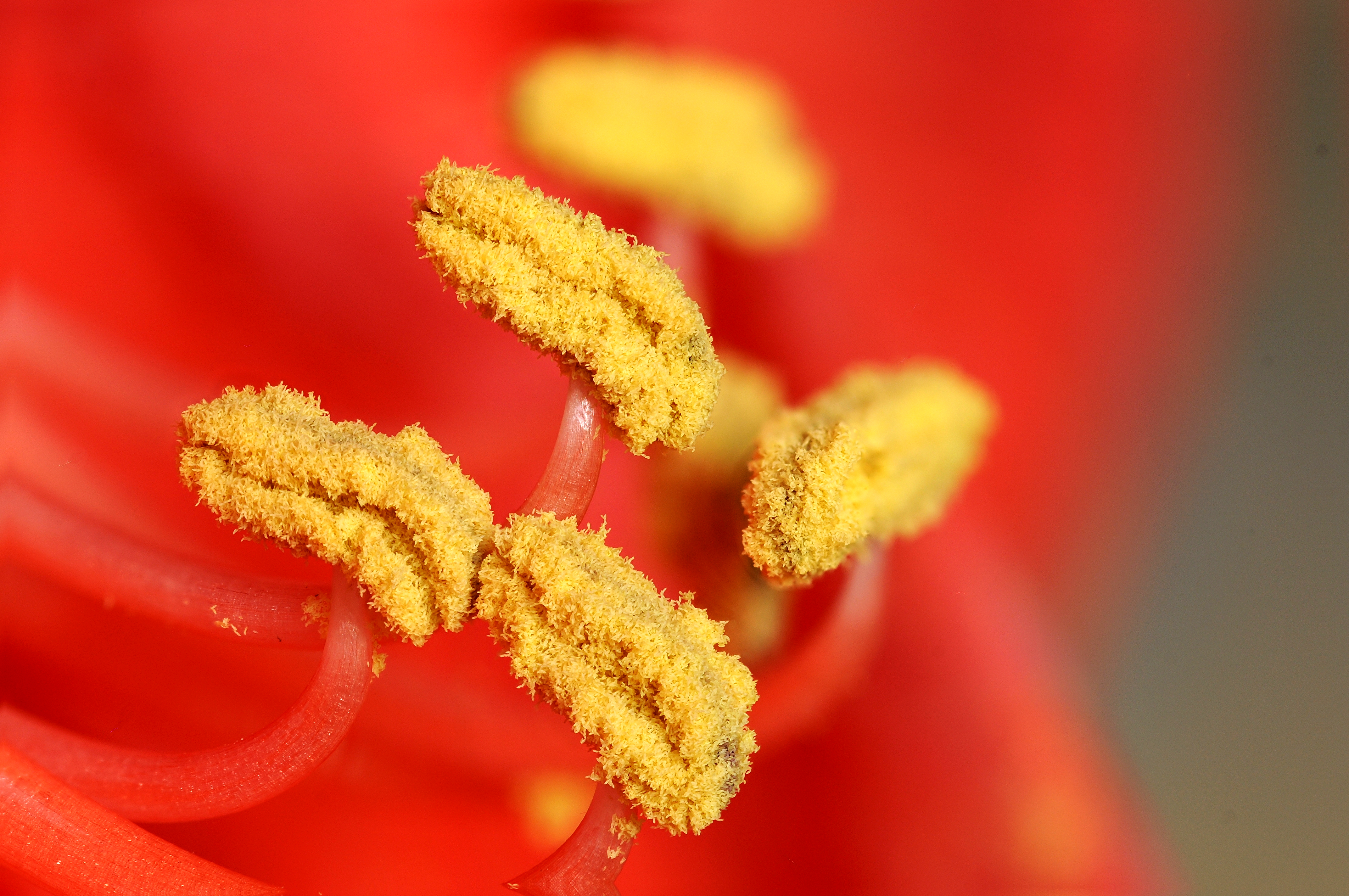
Amarilisz portokjai

A porzók felső, hosszúkás, többnyire sárgás színezetű része. Általában két darab kétüregű portokfélre (techa) oszlik, az üregek a virágporzsákok, vagy pollenzsákok (loculamentum), egymástól a válaszfal (septum) választja el őket.
A virágporszemek a pollenzsákokban képződnek, a megfelelő fejlettségi szint elértét követően szinte egyszerre. A megfelelő fejlettséget elérve a válaszfalak elkeskenyedő részükön felszakadnak, a kiszáradás hatására a keletkező feszültség következtében felnyílhat és kifordulhat, így a virágpor kiszóródik, vagy a virágot látogató rovar testére kenődik.
A portokok össze is nőhetnek (pl. egyes tökfélék). Abban az esetben, ha csak a portokok nőnek össze és a porzószálak szabadok maradnak, portokcsőről (synandrium) beszélhetünk. Az ilyen virágot csőporzós virágnak (synanthera) nevezzük. A porzók egyes esetekben meddővé válhatnak, elcsökevényesedhetnek, az ilyen porzók a sztaminódiumok. Ezek különféle megjelenésűek lehetnek, sokféle funkciót elláthatnak, átalakulhatnak pl. nektáriumokká vagy viráglevelekké is.

#### Szöveti felépítése
A portok falát kívülről vékony falú papillás epidermisz, az epitécium fedi, mely alatt rostos réteg, az endotécium található. Ennek különleges sejtfal vastagodású sejtjei segítik a portok felnyílását. A rostos réteg alatt egyes fajoknál egy köztes réteg is megfigyelhető. Legbelső réteg a tapétum, mely béleli a portokot. Sejtplazmában gazdag, sokmagvú sejtjei táplálják a pollenanyasejteket és fejlődő pollenszemeket, eközben gyakran felszívódnak.

### Virágpor(pollen)

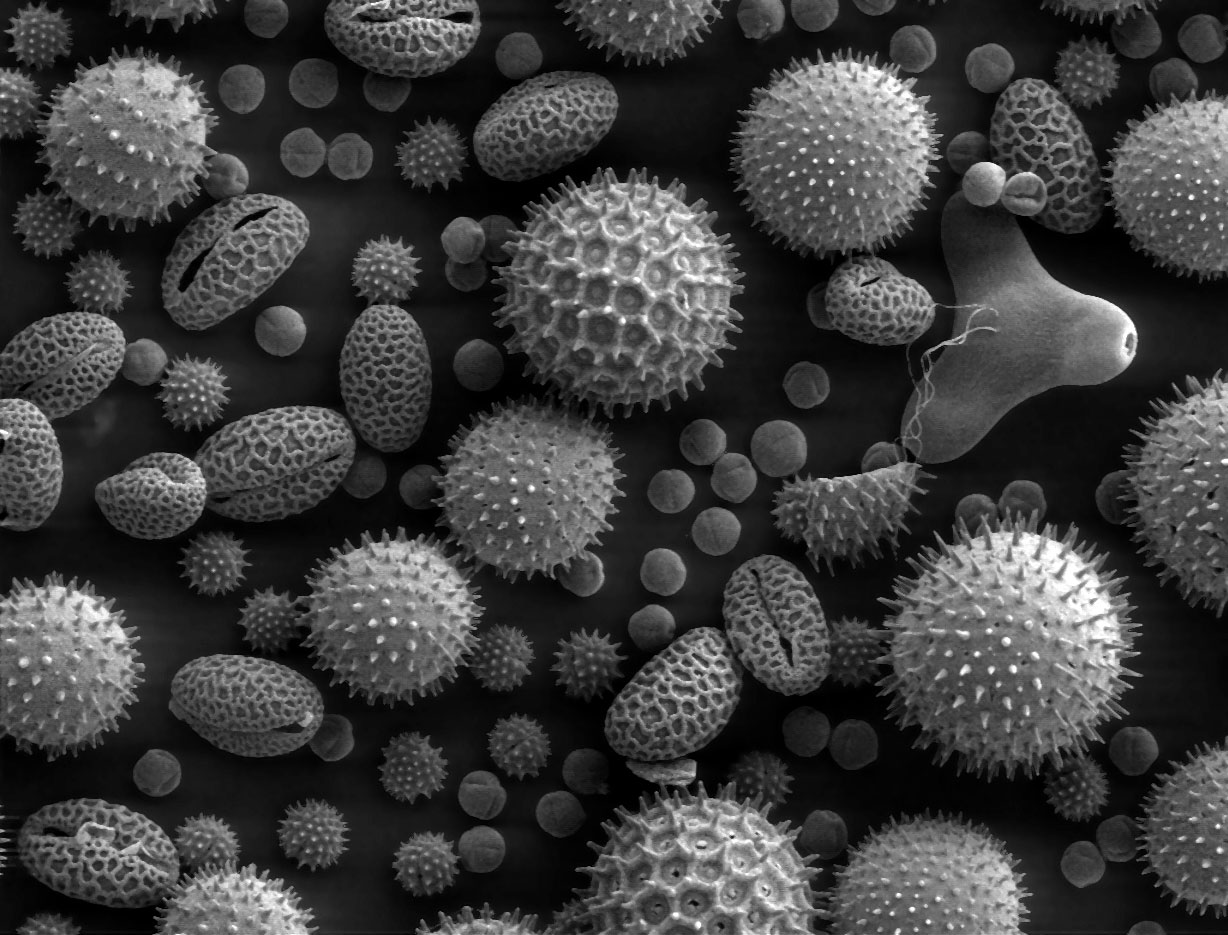
Különböző pollenszemek elektronmikroszkópos képe

Alakja, mérete, külső vastagodás fajra jellemző, így fontos határozóbélyeg. Többnyire kerekded, elliptikus vagy szögletes alakú, átlagos átmérője 20-100 µm.
A szélbeporzású növények pollenszemei könnyedén elválnak egymástól, néhány rovarmegporzású faj (pl. csarab, gyékényfélék) négyesével keletkezett virágporszemei együtt maradnak, így pollentetrádokat alkotnak, amikből egyes esetekben csak kettő marad, diáddá redukálódik. Más növényeknél több pollenszem összetapadva képezi a virágportömeget, vagy pollenhalmazt (massa pollinis). Ennek egy speciális formája a bunkó alakúvá összeállt és tapadókorongokkal ellátott virágportömeg, a pollinárium (pl. kosborfélék). Szélsőséges esetben egy pollenzsák összes virágporszeme összeolvadhat, ilyenkor polliniumról beszélünk.
Érzékeny embereknél allergiás reakciókat válthat ki a virágpor, ezt nevezik szénanáthának. A pollenszemek fehérjéi a légzőszervek nyálkahártyáját ingerlik, ettől tüsszögés, köhögés, szemvörösség és viszketés alakulhat ki.

## Galéria

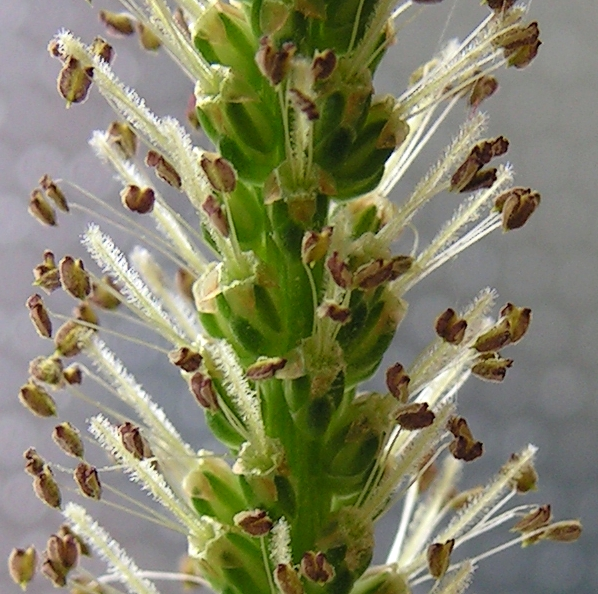
Nagy útifű (Plantago major) porzói
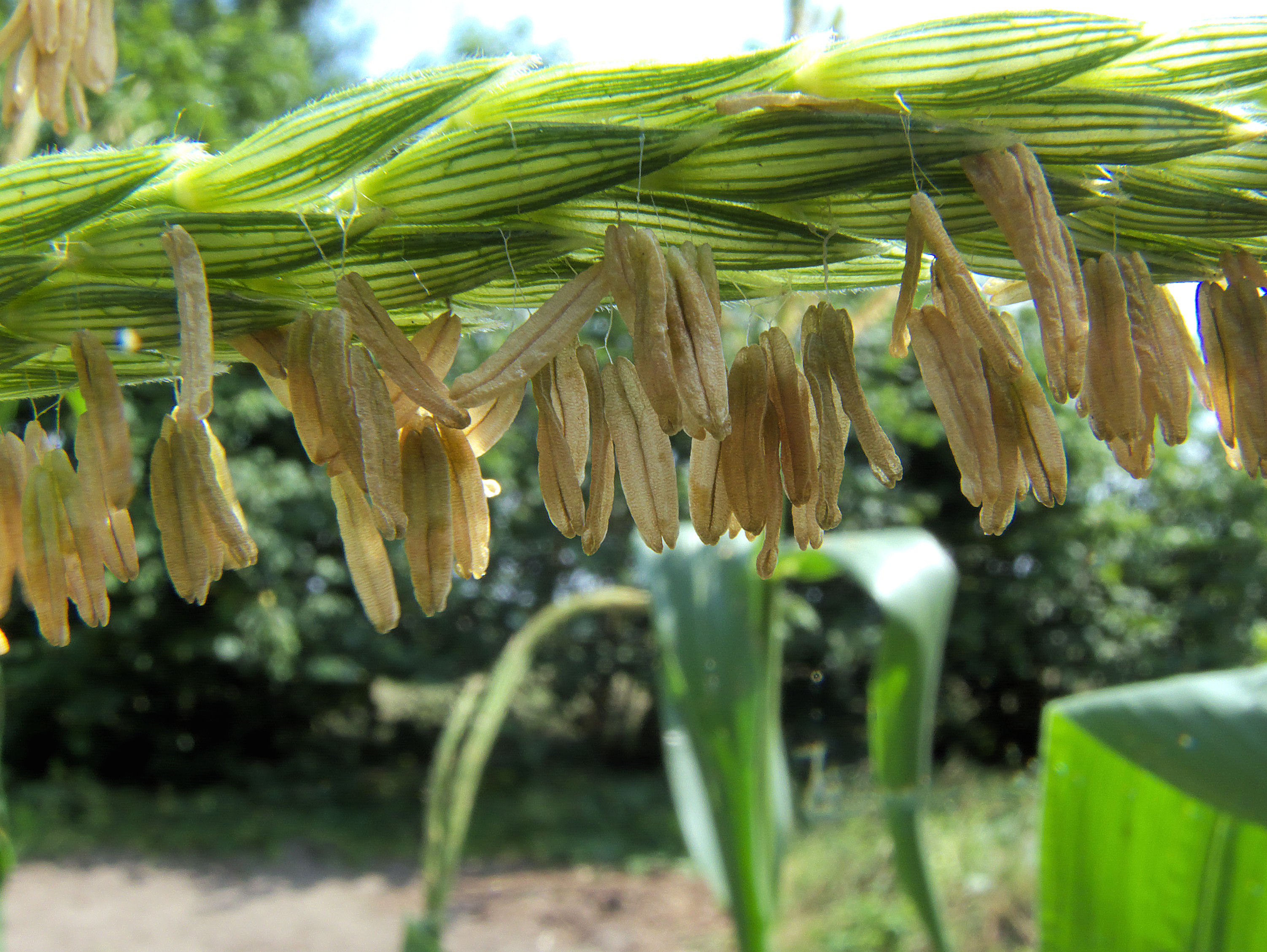
Kukorica (Zea mays) porzói
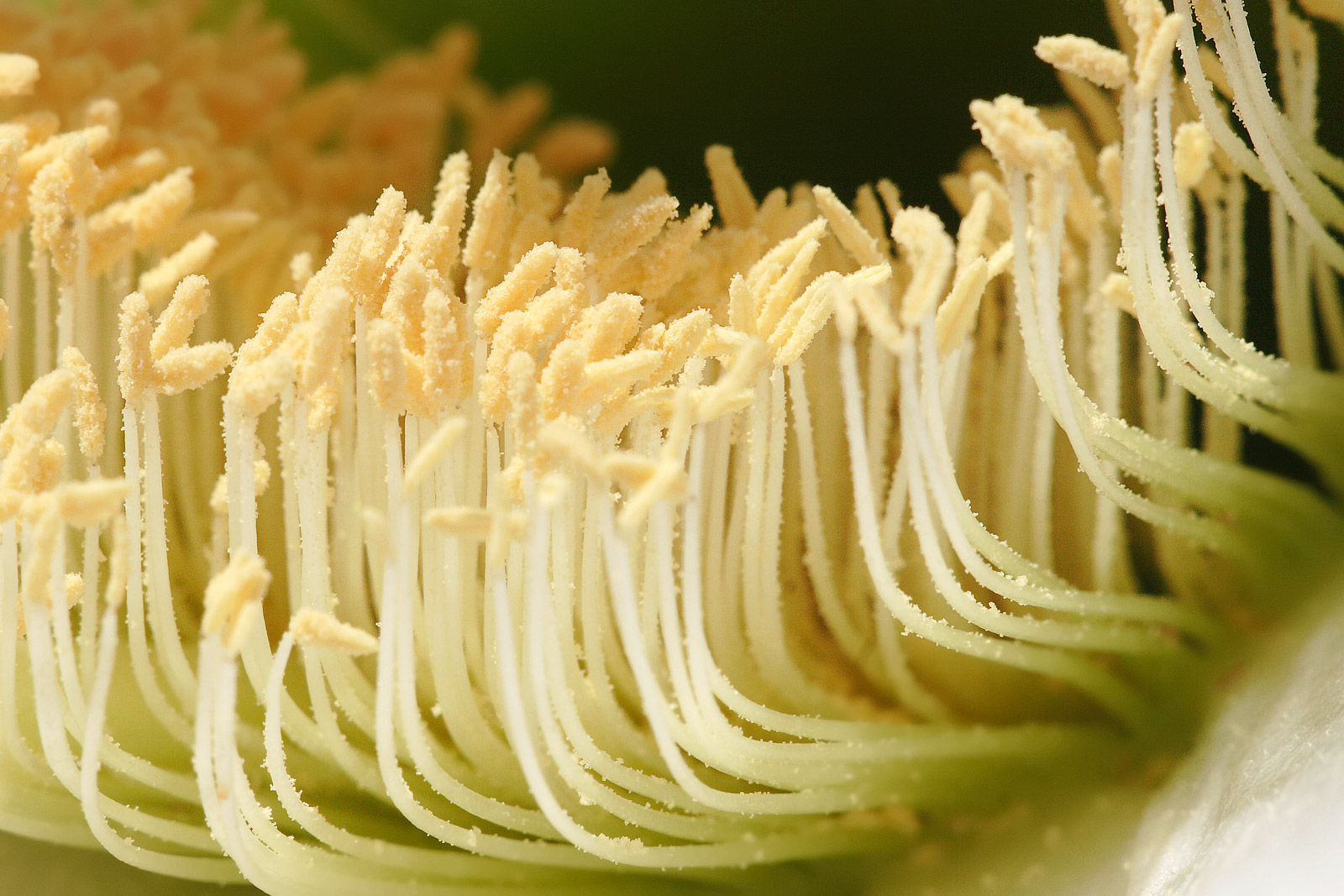
Egy kaktuszfaj porzói
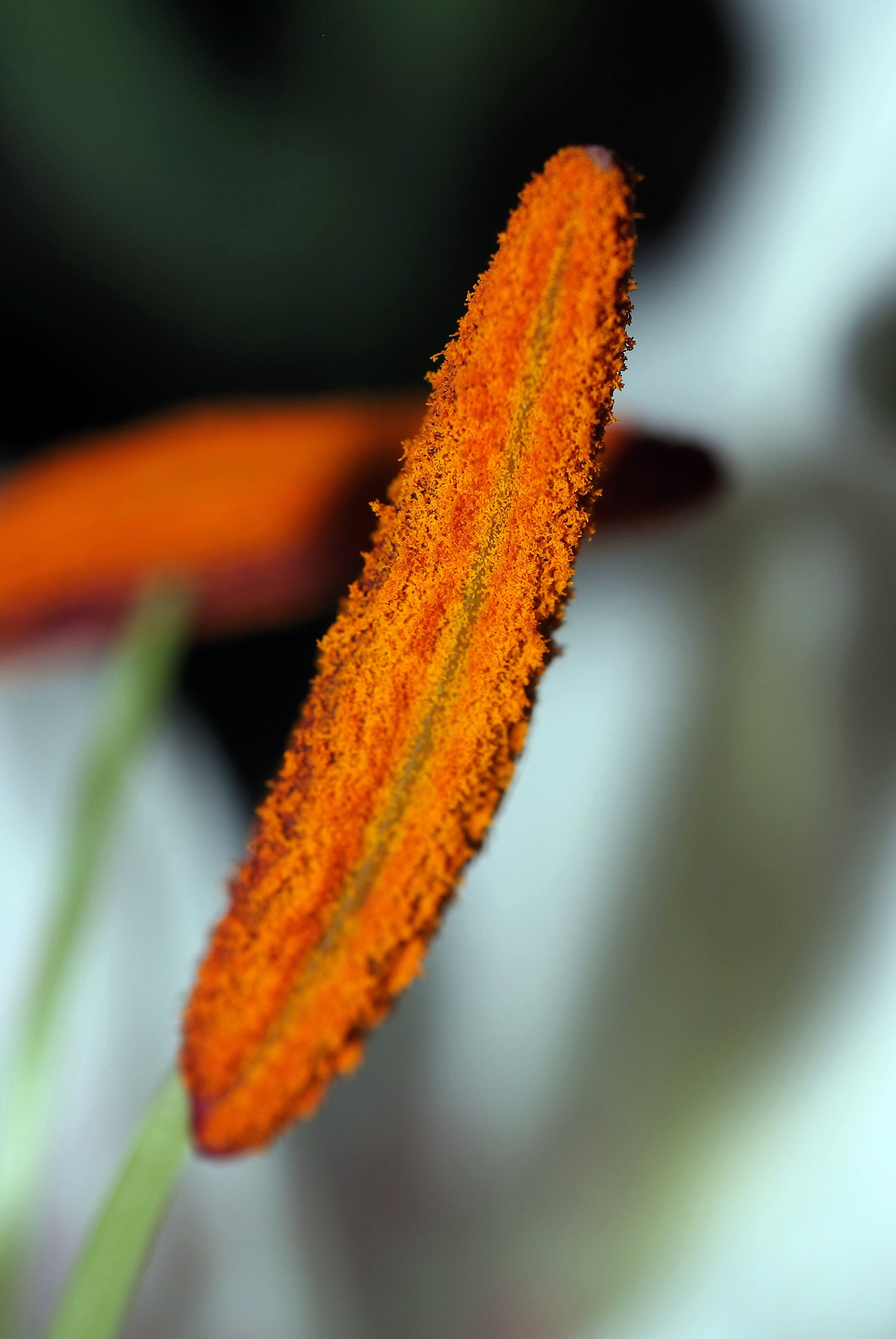
Liliom porzói
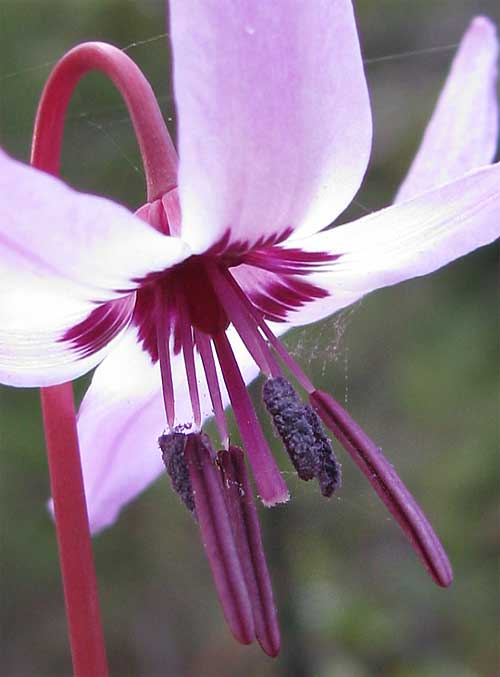
Kakasmandikó (Erythronium hendersonii) virága